# Robert Terradas i Via
Robert Terradas i Via (Barcelona, 1 de novembre de 1916 - 20 de juny de 1976) fou un arquitecte racionalista català, director de l'Escola Tècnica Superior d'Arquitectura de Barcelona entre 1960 i 1967.

## Biografia
Fill de l'enginyer, físic i matemàtic Esteve Terradas i Illa i de Maria Lluïsa Via Freixas (1887-1977), l'any 1942 Robert Terradas obtingué el títol a l'Escola d'Arquitectura de Barcelona i inicià la seva activitat com a professor. Dominà idiomes com l'alemany, el francès i l'anglès, fet que li va permetre ampliar coneixements en els seus viatges, i que posteriorment transmeté als seus alumnes. L'any 1954 fou nomenat catedràtic de projectes arquitectònics. Fou director de l'Escola Tècnica Superior d'Arquitectura de Barcelona entre 1960 i 1967, en l'etapa que ell qualificà com la més feliç de la seva vida. També va ser vicepresident de l'Institut Politècnic Superior de Barcelona (1969), vicerector de la UPC, director de l'Institut de Ciències de l'Educació i conseller nacional d'educació entre 1961 i 1967.
Entre les seves obres hi ha, a Barcelona, els edificis del Reial Club de Polo, l'Escola Suïssa, l'Escola Tècnica Superior d'Enginyeria Industrial de Barcelona (1964), el Col·legi de Metges (1975) i la Facultat de Filosofia i Lletres. També fou autor de la torre de control de l'aeroport de Barcelona, del Reial Club de Golf El Prat i de l'església de Sant Pere i Sant Pau al Prat de Llobregat (1966) i de moltes cases particulars. A Igualada fou autor de les fàbriques de Punto Blanco i Thoisa, de l'Escola Emili Vallès i de l'Escola Sant Jordi (1972), actualment Hospital de Dia Sant Jordi.
Casat amb Carme Muntañola, tingué dues filles, Glòria i Helena, i dos fills, els arquitectes Robert (1944) i Esteve Terradas i Muntañola (1950). Va morir sobtadament el juny de 1976 mentre explicava en què consistia la professió d'arquitecte a uns alumnes de batxillerat de l'IES de Falset. L'any 2000 el Col·legi d'Arquitectes de Catalunya li va dedicar una exposició.

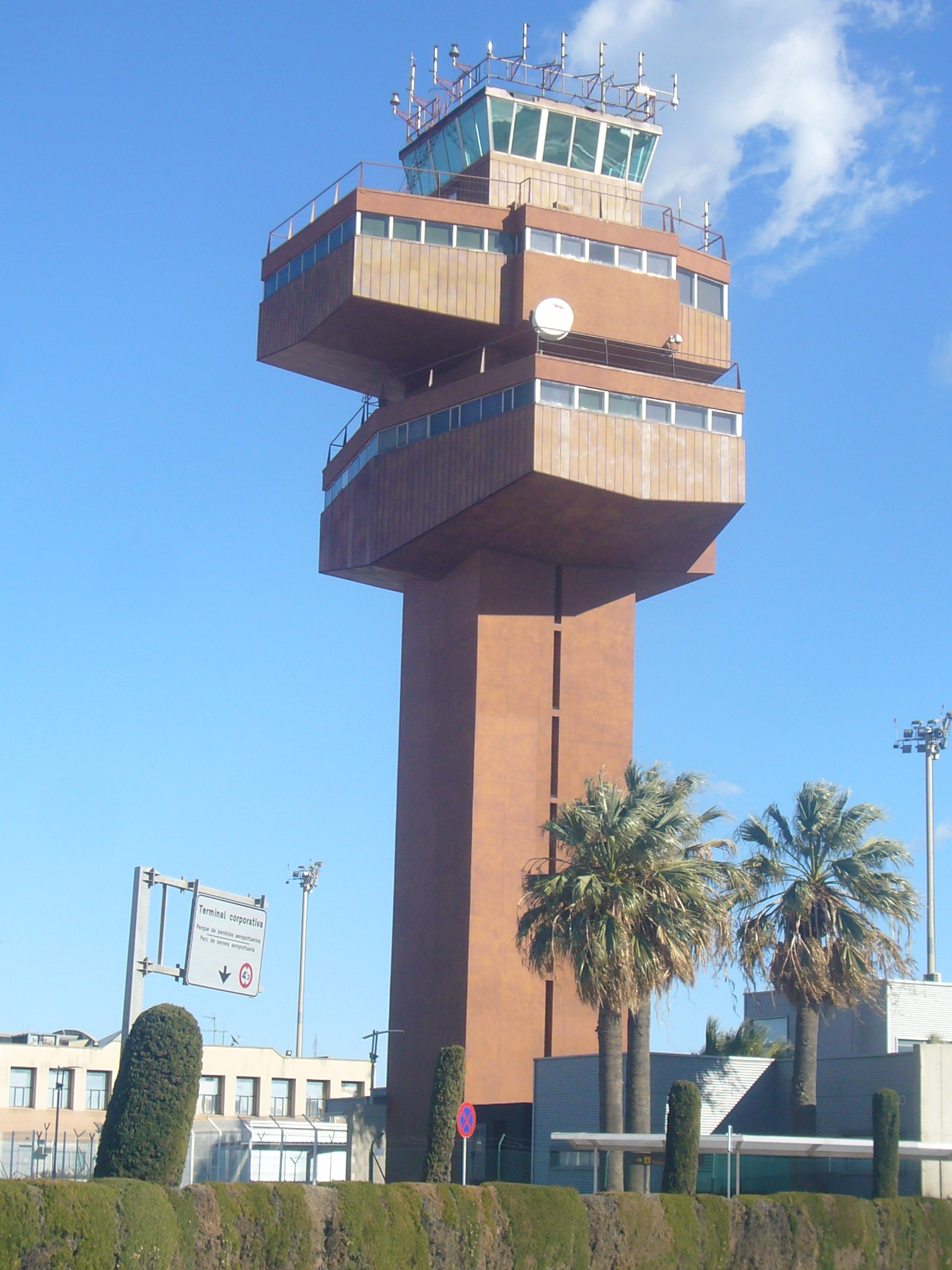
Antiga torre de control de l'Aeroport de Barcelona, T2
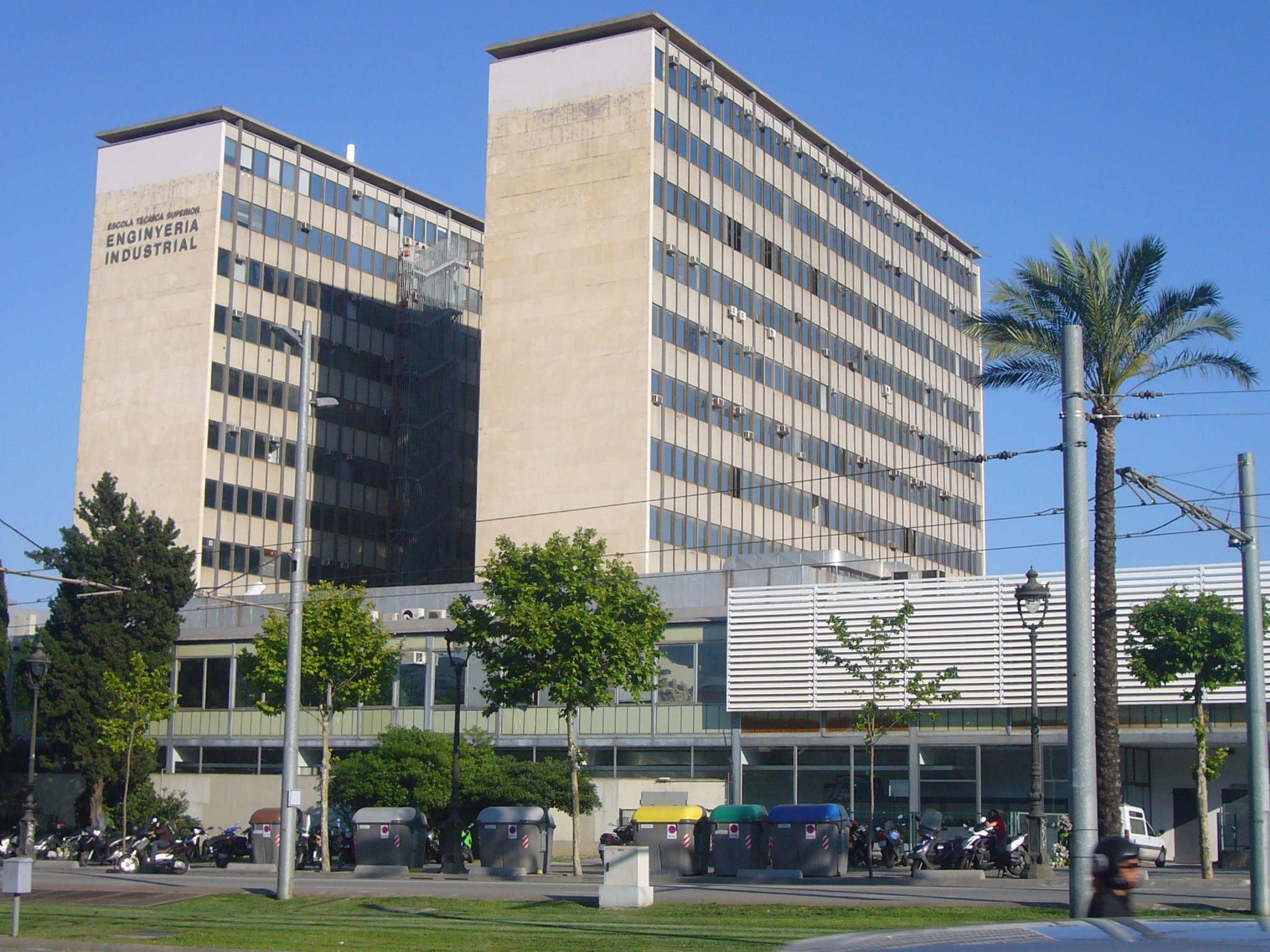
Edifici de l'Escola Tècnica Superior d'Enginyeria Industrial de Barcelona
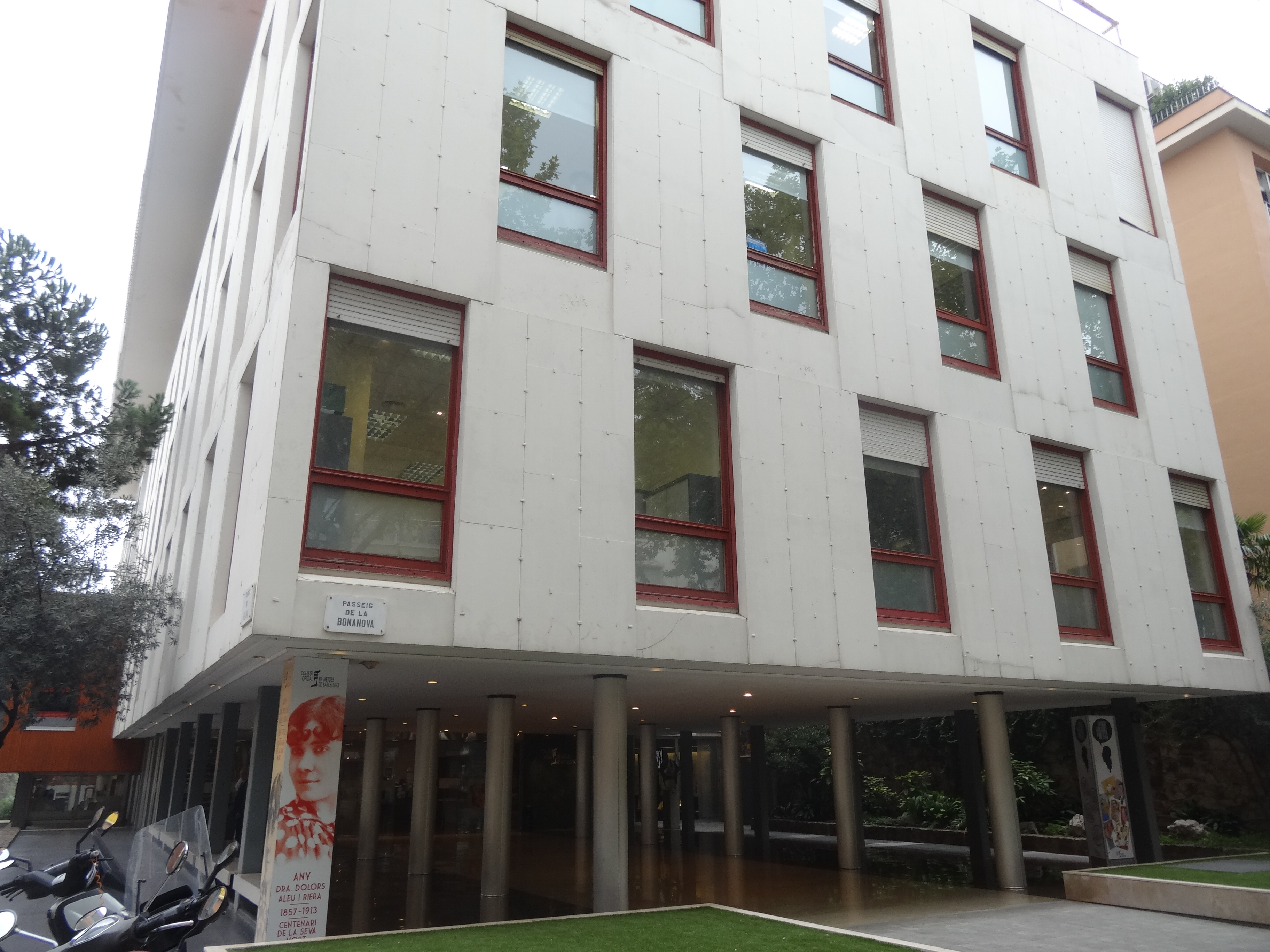
Col·legi Oficial de Metges de Barcelona
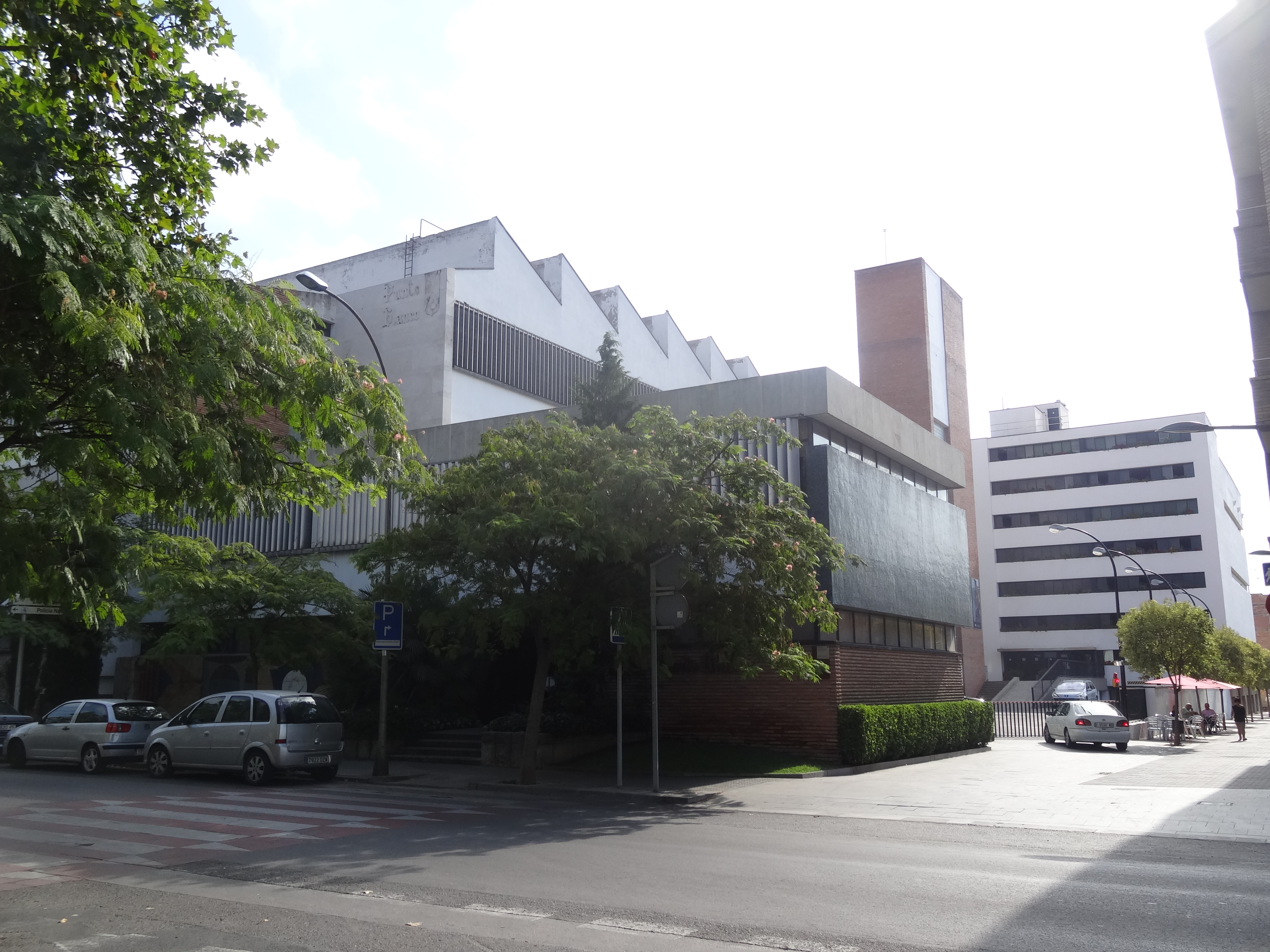
Fàbrica Punto Blanco (Igualada)